# Florian Mayer
Florian Mayer (Bayreuth, 5 oktober 1983) is een tennisspeler uit Duitsland. In 2004 werd hij uitgeroepen tot ATP nieuwkomer van het jaar. Hij schreef vijf challengertoernooien op zijn naam, waardoor hij in de top 50 van de wereldranglijst wist te blijven.
In 2005 en 2006 wist hij de finale van een ATP enkeltoernooi te halen, beide malen in Sopot.

## Palmares
| Legenda                       | Legenda               |
| ----------------------------- | --------------------- |
| Grand Slam                    |                       |
| Olympische Spelen             |                       |
| tot 2009                      | vanaf 2009            |
| Tennis Masters Cup            | ATP Finals            |
| ATP Masters Series            | ATP Tour Masters 1000 |
| ATP International Series Gold | ATP Tour 500          |
| ATP International Series      | ATP Tour 250          |

### Enkelspel
| Nr.                          | Datum             | Toernooi         | Ondergrond    | Tegenstander in finale | Score               | Details |
| ---------------------------- | ----------------- | ---------------- | ------------- | ---------------------- | ------------------- | ------- |
| Gewonnen finales             |                   |                  |               |                        |                     |         |
| 1.                           | 25 september 2011 | ATP Boekarest    | Gravel        | Pablo Andújar          | 6-3, 6-1            | Details |
| 2.                           | 19 juni 2016      | ATP Halle        | Gras          | Alexander Zverev       | 6-2, 5-7, 6-3       | Details |
| Verloren finales             |                   |                  |               |                        |                     |         |
| 1.                           | 7 augustus 2005   | ATP Sopot        | Gravel        | Gaël Monfils           | 6-7(6), 6-4, 5-7    | Details |
| 2.                           | 6 augustus 2006   | ATP Sopot        | Gravel        | Nikolaj Davydenko      | 6-7(6), 7-5, 4-6    | Details |
| 3.                           | 24 oktober 2010   | ATP Stockholm    | Hardcourt (i) | Roger Federer          | 4-6, 3-6            | Details |
| 4.                           | 1 mei 2011        | ATP München      | Gravel        | Nikolaj Davydenko      | 3-6, 6-3, 1-6       | Details |
| 5.                           | 30 juli 2017      | ATP Hamburg      | Gravel        | Leonardo Mayer         | 4-6, 6-4, 3-6       | Details |
| Gewonnen finales challengers |                   |                  |               |                        |                     |         |
| 1.                           | 3 augustus 2003   | Saint Petersburg | Gravel        | Michal Mertiňák        | 4-6, 7-6(3), 6-1    |         |
| 2.                           | 21 maart 2004     | Mexico-Stad      | Gravel        | Adrian Garcia          | 6-4, 6-3            |         |
| 3.                           | 11 juli 2006      | Fürth            | Gravel        | Torsten Popp           | 6-3, 6-1            |         |
| 4.                           | 30 juli 2006      | Tampere          | Gravel        | Ernests Gulbis         | 7-6(4), 2-6, 6-3    |         |
| 5.                           | 20 augustus 2006  | Graz             | Hardcourt     | Rainer Schüttler       | 6-4, 5-7, 6-2       |         |
| 6.                           | 22 maart 2009     | Bangkok          | Hardcourt     | Danai Udomchoke        | 7-5, 6-2            |         |
| 7.                           | 7 juni 2009       | Karlsruhe        | Gravel        | Dustin Brown           | 6-2, 6-4            |         |
| 8.                           | 10 januari 2010   | Nouéa            | Hardcourt     | Flavio Cipolla         | 6-3, 6-0            |         |
| 9.                           | 21 maart 2010     | Sunrise          | Hardcourt     | Gilles Simon           | 6-4, 6-4            |         |
| 10.                          | 9 juni 2012       | Prostejov        | Gravel        | Jan Hájek              | 7-6(1), 3-6, 7-6(3) |         |
| 11.                          | 7 juli 2013       | Braunschweig     | Gravel        | Jiří Veselý            | 4-6, 6-2, 6-1       |         |
| 12.                          | 13 augustus 2016  | Portoroz         | Hardcourt     | Daniil Medvedev        | 6-1, 6-2            |         |
| 13.                          | 21 augustus 2016  | Meerbusch        | Gravel        | Maximilian Marterer    | 7-6(4), 6-2         |         |

### Dubbelspel
| Nr.                          | Datum      | Toernooi    | Ondergrond | Partner         | Tegenstanders in finale   | Score         | Details |
| ---------------------------- | ---------- | ----------- | ---------- | --------------- | ------------------------- | ------------- | ------- |
| Verloren finales herendubbel |            |             |            |                 |                           |               |         |
| 1.                           | 1 mei 2005 | ATP München | Gravel     | Alexander Waske | Mario Ančić Julian Knowle | 3-6, 6-1, 3-6 | Details |

## Prestatietabel
| Legenda | Legenda                          |
| ------- | -------------------------------- |
| g.t.    | geen toernooi gehouden           |
| l.c.    | lagere categorie                 |
| –       | niet deelgenomen                 |
| G       | uitgeschakeld in de groepsfase   |
| 1R      | uitgeschakeld in de eerste ronde |
| 2R      | uitgeschakeld in de tweede ronde |
| 3R      | uitgeschakeld in de derde ronde  |
| 4R      | uitgeschakeld in de vierde ronde |
| KF      | uitgeschakeld in de kwartfinale  |
| HF      | uitgeschakeld in de halve finale |
| F       | de finale verloren               |
| W       | het toernooi gewonnen            |
| w-v     | winst/verlies-balans             |

### Prestatietabel enkelspel
| Toernooi              | 2004  | 2005          | 2006          | 2007          | 2008 | 2009          | 2010          | 2011          | 2012  | 2013          | 2014          | 2015          | 2016  | 2017  | 2018 | Carrière w-v |
| --------------------- | ----- | ------------- | ------------- | ------------- | ---- | ------------- | ------------- | ------------- | ----- | ------------- | ------------- | ------------- | ----- | ----- | ---- | ------------ |
| Grandslamtoernooien   |       |               |               |               |      |               |               |               |       |               |               |               |       |       |      |              |
| Australian Open       | 2R    | 1R            | 2R            | 3R            | 1R   | 2R            | 3R            | 2R            | –     | 2R            | 4R            | –             | –     | 1R    | 1R   | 12-12        |
| Roland Garros         | 2R    | 1R            | 1R            | 1R            | –    | –             | –             | 2R            | 2R    | 1R            | –             | 1R            | 1R    | 1R    | 1R   | 3-11         |
| Wimbledon             | KF    | 3R            | 2R            | 2R            | –    | –             | 3R            | 2R            | KF    | 1R            | –             | 1R            | 1R    | 2R    | 1R   | 16-12        |
| US Open               | 2R    | 1R            | 2R            | 1R            | –    | –             | 1R            | 3R            | 1R    | 3R            | –             | 1R            | 1R    | 2R    |      | 7-11         |
| Winst-verlies         | 7-4   | 2-4           | 3-4           | 4-4           | 0-1  | 1-1           | 3-3           | 5-4           | 5-3   | 3-4           | 3-1           | 0-1           | 0-3   | 2-4   | 0-2  | 38-45        |
| Tennis Masters Cup    |       |               |               |               |      |               |               |               |       |               |               |               |       |       |      |              |
| ATP World Tour Finals | –     | –             | –             | –             | –    | –             | –             | –             | –     | –             | –             | –             | –     | –     |      | 0-0          |
| ATP Masters 1000      |       |               |               |               |      |               |               |               |       |               |               |               |       |       |      |              |
| Indian Wells          | –     | 1R            | 2R            | 2R            | 1R   | –             | 1R            | 1R            | 2R    | 3R            | 2R            | –             | –     | –     | –    | 3-9          |
| Miami                 | –     | 4R            | 1R            | 3R            | 1R   | –             | 2R            | 4R            | 4R    | 2R            | 3R            | –             | –     | 1R    | –    | 12-9         |
| Monte Carlo           | –     | 2R            | –             | 1R            | –    | –             | –             | 2R            | 1R    | 3R            | –             | 2R            | –     | 1R    | 1R   | 5-8          |
| Hamburg               | 3R    | 1R            | 1R            | 2R            | –    | l.c.          | l.c.          | l.c.          | l.c.  | l.c.          | l.c.          | l.c.          | l.c.  | l.c.  | l.c. | 3-4          |
| Madrid                | 1R    | –             | –             | –             | –    | –             | –             | 2R            | 1R    | 2R            | –             | –             | –     | 2R    | –    | 3-5          |
| Rome                  | 1R    | 1R            | –             | –             | –    | –             | –             | KF            | 2R    | –             | –             | 1R            | –     | 2R    | –    | 5-6          |
| Montréal/Toronto      | –     | –             | –             | –             | –    | –             | –             | 1R            | 2R    | 2R            | –             | –             | –     | –     |      | 1-3          |
| Cincinnati            | –     | –             | –             | 1R            | –    | –             | 1R            | 1R            | 2R    | 1R            | –             | –             | –     | –     |      | 1-5          |
| Shanghai              | l.c.  | l.c.          | l.c.          | l.c.          | l.c. | 2R            | 3R            | KF            | 2R    | KF            | –             | –             | 1R    | –     |      | 10-5         |
| Parijs                | –     | –             | –             | –             | –    | –             | –             | 2R            | 1R    | –             | –             | –             |       | –     | –    | 1-2          |
| Olympische Spelen     |       |               |               |               |      |               |               |               |       |               |               |               |       |       |      |              |
| Olympische Spelen     | 1R    | geen toernooi | geen toernooi | geen toernooi | –    | geen toernooi | geen toernooi | geen toernooi | –     | geen toernooi | geen toernooi | geen toernooi | –     | gt    | gt   | 0-1          |
| Statistieken          |       |               |               |               |      |               |               |               |       |               |               |               |       |       |      |              |
| Totaal aantal titels  | 0     | 0             | 0             | 0             | 0    | 0             | 0             | 1             | 0     | 0             | 0             | 0             | 0     | 0     | 0    | 1            |
| Totaal winst-verlies  | 19-19 | 21-25         | 26-21         | 18-25         | 2-10 | 3-6           | 23-18         | 45-26         | 23-26 | 29-26         | 8-6           | 4-9           | 10-12 | 10-17 | 0-7  | 241-253      |
| Eindejaarsranking     | 35    | 72            | 56            | 55            | 409  | 61            | 37            | 23            | 28    | 40            | 50            | 69            |       |       |      |              |

### Prestatietabel dubbelspel
| Grandslamtoernooien   |      |               |               |               |      |               |               |      |               |               |               |      |      |      |        |
| Australian Open       | –    | –             | 1R            | 1R            | 2R   | 1R            | 2R            | –    | –             | 1R            | –             | –    | 1R   | 1R   | 2-7    |
| Roland Garros         | –    | 1R            | –             | 1R            | –    | –             | 1R            | –    | 1R            | –             | 2R            | 2R   | 2R   | 1R   | 3-8    |
| Wimbledon             | 1R   | 2R            | 1R            | 2R            | –    | –             | –             | –    | –             | –             | –             | –    | –    | –    | 2-4    |
| US Open               | 3R   | 1R            | 2R            | 1R            | –    | 3R            | 2R            | –    | 1R            | –             | 1R            | 1R   | 2R   |      | 6-10   |
| Winst-verlies         | 2-2  | 1-3           | 1-3           | 1-4           | 1-1  | 2-2           | 2-3           | 0-0  | 0-2           | 0-1           | 1-2           | 1-2  | 2-3  | 0-2  | 14-30  |
| Tennis Masters Cup    |      |               |               |               |      |               |               |      |               |               |               |      |      |      |        |
| ATP World Tour Finals | –    | –             | –             | –             | –    | –             | –             | –    | –             | –             | –             | –    | –    |      | 0-0    |
| ATP Masters 1000      |      |               |               |               |      |               |               |      |               |               |               |      |      |      |        |
| Indian Wells          | –    | –             | –             | –             | –    | –             | –             | 2R   | 2R            | 1R            | –             | –    | –    | –    | 2-3    |
| Miami                 | –    | 1R            | –             | –             | –    | –             | 1R            | 1R   | 1R            | 1R            | –             | –    | –    | –    | 0-5    |
| Monte Carlo           | –    | –             | –             | –             | –    | –             | –             | KF   | 2R            | –             | 2R            | –    | –    | –    | 3-2    |
| Hamburg               | –    | –             | –             | –             | –    | l.c.          | l.c.          | l.c. | l.c.          | l.c.          | l.c.          | l.c. | l.c. | l.c. | 0-0    |
| Madrid                | –    | –             | –             | –             | –    | –             | –             | –    | 1R            | –             | –             | –    | –    | –    | 0-1    |
| Rome                  | –    | –             | –             | –             | –    | –             | –             | –    | –             | –             | –             | –    | –    | –    | 0-0    |
| Montréal/Toronto      | –    | –             | –             | –             | –    | –             | HF            | 2R   | –             | –             | –             | –    | –    |      | 4-2    |
| Cincinnati            | –    | –             | –             | –             | –    | –             | HF            | 1R   | –             | –             | –             | –    | –    |      | 3-2    |
| Shanghai              | l.c. | l.c.          | l.c.          | l.c.          | l.c. | 1R            | –             | –    | 1R            | –             | –             | –    | –    |      | 0-2    |
| Parijs                | –    | –             | –             | –             | –    | –             | 1R            | 1R   | –             | –             | –             | –    | –    |      | 0-2    |
| Olympische Spelen     |      |               |               |               |      |               |               |      |               |               |               |      |      |      |        |
| Olympische Spelen     | –    | geen toernooi | geen toernooi | geen toernooi | –    | geen toernooi | geen toernooi | –    | geen toernooi | geen toernooi | geen toernooi | –    | gt   | gt   | 0-0    |
| Statistieken          |      |               |               |               |      |               |               |      |               |               |               |      |      |      |        |
| Totaal aantal titels  | 0    | 0             | 0             | 0             | 0    | 0             | 0             | 0    | 0             | 0             | 0             | 0    | 0    | 0    | 0      |
| Totaal winst-verlies  | 2-7  | 5-10          | 2-5           | 2-7           | 5-2  | 3-10          | 12-16         | 7-13 | 3-13          | 1-6           | 3-6           | 2-5  | 4-7  | 0-4  | 51-111 |
| Eindejaarsranking     | 234  | 171           | 382           | 267           | 272  | 181           | 63            | 137  | 239           | 348           | 303           | 382  | 205  |      |        |